# Federação de Futebol Americano do Rio de Janeiro
A Federação de Futebol Americano do Estado do Rio de Janeiro (FeFARJ) foi fundada em 2010. A entidade tem chancela sobre o Estadual do Rio de Janeiro de Futebol Americano - Carioca Bowl - e também sobre a Seleção Carioca de Futebol Americano 
Até 2009, a AFAB organizava o Carioca Bowl.

## Campeonatos e Torneios
- Carioca Bowl
- Campeonato Carioca de Futebol Americano [2]
- Taça Rio  [3] [4]
- Campeonato Carioca de Flag Football
- Campeonato Estadual de Madden NFL (e-Sports)

## Organização
| Nome                  | Cargo                                            |
| --------------------- | ------------------------------------------------ |
| Nádia Auad            | Presidente                                       |
| Rui Teixeira          | Vice-Presidente                                  |
| -                     | Jurídico                                         |
| Gustavo Mazza         | Tesoureiro                                       |
| Diego Henrique Campos | Secretário                                       |
| Gutemberg dos Santos  | Presidente do Conselho Fiscal                    |
| Evandro Filho         | Diretor de Marketing                             |
| Evandro Filho         | Diretor de Comunicacão                           |
| Fernanda Pessanha     | Gerente de Comunicação                           |
| -                     | Modalidades de Praia                             |
| Victor Giron          | Diretor de Flag Football                         |
| Fábio Rodrigues       | Diretor Full-pads                                |
| Marcelo Mizurine      | Seleções Cariocas (Masculino, Feminino e Sub-20) |
| Marcel Dantas         | Conselho Fiscal                                  |
| João Paulo Salgado    | Conselho Fiscal                                  |

## Conquistas

### Masculino
Copa Vienne - 2008
 Torneio de Seleções Estaduais - 2010
 Ponte Aerea Bowl - 2019 

### Feminino
Torneio de Seleções Estaduais - 2010

## Membros
- Flamengo Imperadores
- Piratas de Copacabana
- Vasco Almirantes
- Big Riders Futebol Americano
- Rio Football Academy
- Cariocas Futebol Americano
- Antares Flag Football
- Mesquita Titans Futebol Americano
- Dark Owls
- Macaé Oilers
- Cabo Frio Rocks
- Blaze Futebol Americano
- Sepetiba Captains [6]
- Delta Football
- Rio de Janeiro Islanders
- Mamutes F.A.
- Rio de Janeiros Sharks
- Rural Thunders
- Falcões